# Готорн (Флорида)
Готорн (англ. Hawthorne) — місто (англ. city) в США, в окрузі Алачуа штату Флорида. Населення — 1478 осіб (2020).

## Географія
Готорн розташований за координатами 29°35′17″ пн. ш. 82°5′2″ зх. д. / 29.58806° пн. ш. 82.08389° зх. д. (29.587943, -82.083859).  За даними Бюро перепису населення США в 2010 році місто мало площу 12,96 км², з яких 12,40 км² — суходіл та 0,56 км² — водойми. В 2017 році площа становила 18,20 км², з яких 17,53 км² — суходіл та 0,67 км² — водойми.

## Демографія
Згідно з переписом 2010 року, у місті мешкало 1417 осіб у 561 домогосподарстві у складі 357 родин. Густота населення становила 109 осіб/км².  Було 681 помешкання (53/км²).
Расовий склад населення:
| - 52,4 % — білих - 45,2 % — чорних або афроамериканців - 0,3 % — азіатів - 0,1 % — корінних американців |

До двох чи більше рас належало 1,5 %. Частка іспаномовних становила 2,0 % від усіх жителів.
За віковим діапазоном населення розподілялося таким чином: 23,2 % — особи молодші 18 років, 60,2 % — особи у віці 18—64 років, 16,6 % — особи у віці 65 років та старші. Медіана віку мешканця становила 41,5 року. На 100 осіб жіночої статі у місті припадало 91,5 чоловіків;  на 100 жінок у віці від 18 років та старших — 86,6 чоловіків також старших 18 років.
Середній дохід на одне домашнє господарство  становив 39 748 доларів США (медіана — 28 950), а середній дохід на одну сім'ю — 43 384 долари (медіана — 35 391). Медіана доходів становила 25 729 доларів для чоловіків та 32 159 доларів для жінок. За межею бідності перебувало 38,8 % осіб, у тому числі 48,6 % дітей у віці до 18 років та 17,6 % осіб у віці 65 років та старших.
Цивільне працевлаштоване населення становило 491 особа. Основні галузі зайнятості: освіта, охорона здоров'я та соціальна допомога — 37,1 %, роздрібна торгівля — 16,9 %, будівництво — 8,4 %, науковці, спеціалісти, менеджери — 8,1 %.